# María Cunigunda de Sajonia
María Cunigunda de Sajonia (Varsovia, 10 de noviembre de 1740 - Dresde, 8 de abril de 1826) fue una princesa alemana de la casa de Wettin. Hija del príncipe elector Augusto III de Polonia y de su esposa, la archiduquesa María Josefa de Austria.

## Primeros años
María Cunigunda fue la decimoquinta hija y octava mujer (pero undécima sobreviviente), así como la menor de todos los hijos del elector de Sajonia y rey Augusto III de Polonia y de su esposa, la archiduquesa María Josefa de Austria (hija del emperador José I de Austria y de Guillermina Amalia de Brunswick-Luneburgo), prima hermana de la emperatriz María Teresa I de Austria.
A su padre le gustaba organizar cacerías, iba a menudo a la ópera, se ocupaba de sus extensas colecciones de arte y mostraba un gran sentido de familia. Descuidaba los asuntos cotidianos del gobierno y se los dejaba a sus primeros ministros, Brühl y Sulkowski. Sus padres pusieron un gran énfasis en la educación de todos sus hijos. A María Cunigunda se le enseñó latín, francés, inglés, filosofía, geografía, religión, dibujo, música y danza. Cuando era niña, participaba en óperas y obras de teatro en la corte de Dresde: cantó el papel principal en la ópera Leucippo de Johann Adolph Hasse en una actuación.

## Posible matrimonio
Como hija de una actual familia gobernante, estaba destinada a casarse con un príncipe para así fortalecer las relaciones políticas de la Casa de Wettin. Un posible candidato para su padre fue su primo segundo, el Archiduque de Austria, José (más tarde el emperador José II). José era viudo de su primera esposa Isabel de Borbón-Parma, que había muerto sin un heredero y al ser presionado por su madre la emperatriz María Teresa I de Austria, este quiso casarse con la hermana de su esposa fallecida la princesa María Luisa de Borbón-Parma. Al no poder casarse con ella (debido a su compromiso con el futuro Carlos IV de España, aun cuando José le pidió al padre de este, Carlos III que su hijo renuncie al compromiso, pero este se negó), se le dijo a José que eligiera una princesa de Baviera o Sajonia. En 1764, el heredero al trono dejó Viena para el espectáculo nupcial.
Así, en 1764, María Cunigunda partió hacía Viena para cumplir con su papel de novia potencial. La corte de Sajonia estaba a favor de un matrimonio entre José y María Cunigunda, aunque solo para ayudar a los sajones a resolver sus dificultades financieras. Una cena "secreta" fue organizada en la ciudad bohemia de Teplice, sin embargo, María Cunigunda apenas dijo una palabra durante esta comida y José decidió que era demasiado tímida para ser su novia. Él se casó con su prima hermana, María Josefa de Baviera, a quien no considera muy bonita, pero confiada. 
La historia de su fallida reunión "secreta" en Bohemia se extendió por las cortes europeas, por lo que fue casi imposible arreglar un matrimonio adecuado para ella.

## Elección como abadesa

### Antecedentes políticos
Uno de los objetivos políticos de su familia era aumentar su influencia en la parte noroeste del Sacro Imperio Romano Germánico, es decir, en el Imperio de la Baja Renania-Westfalia. Para compensar el fallido plan matrimonial, Dresde exigió que Viena procurara a la princesa María Cunigunda la dignidad de princesa-reinante-abadesa en un respetado monasterio de mujeres. La corte imperial prometió a la princesa una compensación por la pérdida de las perspectivas de matrimonio con el heredero al trono. El problema era encontrar un puesto adecuado. La corte sajona rechazó el cargo de coadjuntora y sucesora designada de la abadesa en el monasterio fundado por la emperatriz María Teresa en el Hradschin, ya que esto solo estaba sujeto a la corona de Bohemia y, por lo tanto, no directamente imperial, lo que parecía por debajo de la dignidad de una princesa sajona real y electoral. Ya en 1766, los monasterios de Münsterbilsen, Essen y Thorn eran el objetivo de Dresde.

### Münsterbilsen
En Münsterbilsen, la corte sajona falló en 1766 al intentar instalar a María Cunigunda como abadesa. La titular, Antonieta de Eltz-Kempenich, habría estado lista para abdicar, pero el capítulo del monasterio ofreció una amarga resistencia a la solicitud de las cortes sajona e imperial al insistir en el cumplimiento de todas las reglas de vida en el monasterio. Sofia de Stadion-Tannhaussen, por ejemplo, pidió a María Cunigunda que presentara una prueba ancestral que cumpliera con la estricta residencia, costumbres que la corte sajona se negó a aceptar, aunque no fueron poco común para el cargo. Se consideró que la demanda de una prueba ancestral era confirmada por dos electores, príncipes o condes imperiales. Solo después de que la corte papal lo habría obtenido por la obligación de residencia y José II incluso arrestó la propiedad del monasterio, es decir, confiscada legalmente, las obstinadas canonesas de Münsterbilsen se inclinaron y aceptaron a María Cunigunda como canonesa. Mientras tanto, ya no se trataba de allanar el camino para que María Cunigunde se convirtiera en abadesa, sino de preservar la reputación de la corte imperial. Había pasado mucho tiempo desde que se cerró el trato allí para instalar a María Cunigunda en Essen y Thorn.

### El voto
Durante el mandato de la abadesa Francisca Cristina del Palatinado-Sulzbach, María Cunigunda fue elegida coadjutora en 1775 con derecho de sucesión (como abadesa). La elección fue unánime, lo cual no es sorprendente, dado que 45 000 florines habían fluido de Viena y Dresde a los canónigos de Essen y Thorn, que eran elegibles para votar. Después de la muerte de la enferma predecesora Francisca Cristina, que tenía 79 años cuando María Cunigunda fue elegida, la princesa asumió el cargo de abadesa en Essen y Thorn el 16 de julio de 1776. Como princesa abadesa, tenía un asiento y voto en el Reichstag, todos los derechos y deberes de una princesa imperial (como baja jurisdicción, derecho tributario, legislación, acuñación y sucesión del ejército), y gozaba de inmunidad frente a la violencia secular, igual que a su hermana María Cristina de Sajonia, cuando fue elegida abadesa de la Abadía de Remiremont.

## La vida como abadesa
Cuando María Cunigunda llegó al poder, el monasterio de Essen era muy apreciado, pero inadecuado para celebrar la corte según el modelo de la corte sajona o la corte de su hermano, Clemente Wenceslao en Coblenza, donde había vivido principalmente desde 1769. En la abadía de Essen los edificios estaban tan húmedos que el enviado de la corte sajona, que supervisó la elección de las abadesas, no quiso pasar la noche en él, el pueblo era muy pequeño y provinciano, las condiciones de las carreteras eran catastróficas y prácticamente no había vida cultural. María Cunigunda solo entró en Essen el 8 de octubre de 1777, mucho después de su elección, con pompa, pero se fue de nuevo al día siguiente.
En la corte de su hermano, el elector de Tréveris, fue una figura influyente, ya que Clemente no hizo casi nada sin su hermana. María Cunigunda tuvo una gran influencia en la política interna. Aunque rara vez se quedaba en sus abadías, también cuidaba sus propios territorios desde la distancia. Como su predecesora, entró en conflicto con el capítulo de mujeres en varias ocasiones porque no estaba familiarizada con los derechos comunes del monasterio y su asesor, el director del gobierno Johann Jakob Schmitz, quería hacer realidad su idea política de un ilustrado, absolutista. Estado, con los derechos del capítulo, chocaron los latifundios y la ciudad.
Una reforma judicial en 1781 se llevó a cabo sin problemas, el conflicto finalmente se intensificó en 1786 cuando las propiedades bajo los auspicios del primer estado, es decir, los cánones, debido a la acción de la princesa al emitir un “Hochfürstl Ordenanza forestal y de caza" en la Cámara de Comercio del Reichllamado. Todas las partes sabían que el proceso no era una solución permanente. Después de que Schmitz aceptó una cátedra en la Universidad de Bonn en 1792 y, por lo tanto, abandonó Essen, los representantes de las fincas y la princesa finalmente se mostraron dispuestos a comprometerse en 1793. Tras largas negociaciones, el 17 de septiembre de 1794 se llegó a un acuerdo sobre la comparación territorial, la primera constitución escrita del monasterio, en la que se definían y delimitaban las competencias de la abadesa y las fincas. La comparación de tierras aseguró una mejor comprensión entre María Cunigunda, que estuvo por última vez en Essen en 1792, y el capítulo.
Además de la comparación nacional y la reforma judicial, bajo su gobierno de surgieron una prohibición del aborto, una ordenanza sobre las actividades de los cirujanos y una orden de partería. Además de la atención médica, María Cunigunda hizo campaña a favor de la escolarización obligatoria, una escuela de niñas para las hijas mayores y la reducción de los días festivos. Después de que su predecesora derrochara mucho la propiedad del monasterio, María Cunigunda se encontró con la oposición del capítulo en lo que respecta a los gastos. Su plan de para expandir el castillo de Borbeck fracasó debido a la resistencia de las fincas. También un préstamo para la construcción de una carretera, que el marco prusiano y las propiedades estatales no le permitieron conectarse con Wesel, que también es prusiano, a través del territorio del monasterio y mejorar significativamente el tráfico en el área del monasterio. Luego, hizo construir esta carretera con fondos privados.
Con la ocupación prusiana el 3 de agosto de 1802, comenzó la secularización bajo la ley imperial. La abadesa María Cunigunda perdió sus poderes políticos y seculares, pero permaneció en posesión de su soberanía espiritual. En sus contratos con el Reino de Prusia, se le garantizaban los excedentes de la abadía hasta el final de su vida; para Essen, esto era 6.500 Reichstaler.

### La mujer de negocios
La princesa sajona María Cunigunda también mostró una visión comercial inusual en vista de sus orígenes y crianza. Después de que las fincas se negaran a recaudar fondos para la construcción del Chaussee prusiano desde Mark hasta Wesel, solicitó personalmente un préstamo para que el Chaussee construyera y operara esta conexión de la carretera de peaje en el área del monasterio como emprendedora privada. El Chaussee generó una ganancia anual de 1.700 Reichstalers. Como empresa privada de la princesa, la Chaussee no se vio afectada más tarde por la secularización del monasterio clerical. Ella vendió la carretera en 1803 por 45.000 Reichstaler al Reino de Prusia, que quería poseer la conexión vial más importante a través de su territorio recién adquirido.
María Cunigunda también puede considerarse una pionera de la industria pesada en el área del Ruhr. La importancia del mineral de hierro del césped que se encuentra cerca de la superficie de la tierra en el Emscherbruch se reconoció a mediados del siglo XVIII. Se construyeron las primeras ferreterías y participó en varias fundiciones como inversor privado. Con la ayuda de su cámara de la corte, se formó una sociedad para la fundición de piedra de hierro en el monasterio de Essen en 1789, y el 23 de enero de 1791 se concedió el permiso para construir una ferrería "Neu-Essen". Ya en 1787, tenía una participación en la cabaña "Gute Hope", y en 1796 también compró la cabaña "St. Antony". Ella estaba personalmente interesada en la producción de hierro, trajo como fundidor a Gottlob Jacobi de Koblenz, quien también era co-accionista desde 1799. Las ferreterías como empresas privadas no se vieron afectadas por la secularización. El 24 de mayo de 1805 vendió su parte de las obras a los hermanos Haniel por 23 800 Reichstaler. Dado que también adquirieron la cabaña "Gute Hope" a través de su cuñado Heinrich Arnold Huyssen, sus empresas formaron el comienzo de lo que más tarde se convertiría en Gutehoffnungshütte.

## Últimos años
Incluso después de la secularización de la abadía de Essen (la abadía de Thorn ya había sido abolida en 1795), María Cunigunda vivía en compañía de su hermano Clemente, principalmente en Oberdorf, Baviera, donde su hermano, en su calidad de ex-príncipe-obispo de Augsburgo, todavía tenía un derecho de residencia en el Palacio del Príncipe-Obispo en Marktoberdorf. Clemente murió en 1812, María Cunigunda dejó Oberdorf antes del funeral y regresó a Dresde para vivir con su sobrino Federico Augusto I. Al momento de su llegada, Sajonia, desde 1806, ya era un reino. Ella vivió con su hermana María Isabel, hasta la muerte de esta en 1818.

## Muerte
Tras la muerte de su hermano Alberto en 1822, María Cunigunda se convirtió en la última sobreviviente de todos sus hermanos. Murió en 1826 en Dresde y fue enterrada en la Nueva Cripta de la Iglesia de la Corte Católica. 
Ella había escrito su testamento en 1821, que fue redescubierto en los archivos del Estado de Sajonia en Dresde en 2001, queda claro que, a pesar de que no había visitado Essen después de 1792, todavía estaba interesada en el bienestar de su antiguo principado y su personal; numerosas personas, del mayordomo en jefe de Asbeck, a través de su secretario, el cocinero, el administrador de la lona, el cocinero de la corte, el médico personal Jorge Brüning hasta el cochero y pionero, recibió legados que el heredero principal, por lo que su sobrino tuvo que pagar estos legados usando "buen dinero".

## Distinciones honoríficas
- Dama de la Orden de las Damas Nobles de la Reina María Luisa (Reino de España).
- Dama de la Orden de la Cruz Estrellada (Sacro Imperio Romano Germánico).

- 1771: Dama de la Orden de Santa Isabel.[1] (Electorado del Palatinado)

## Galería

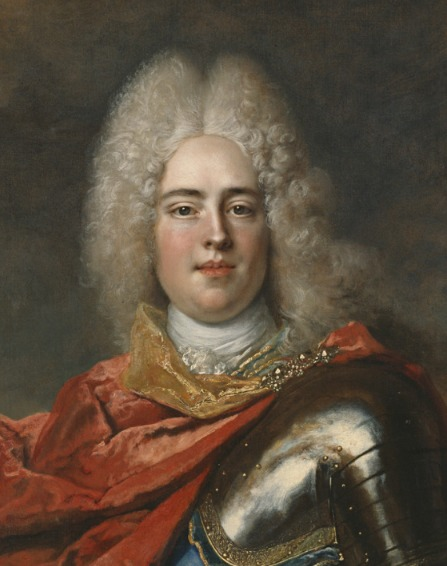
Augusto III de Polonia, padre de María Cunigunda.
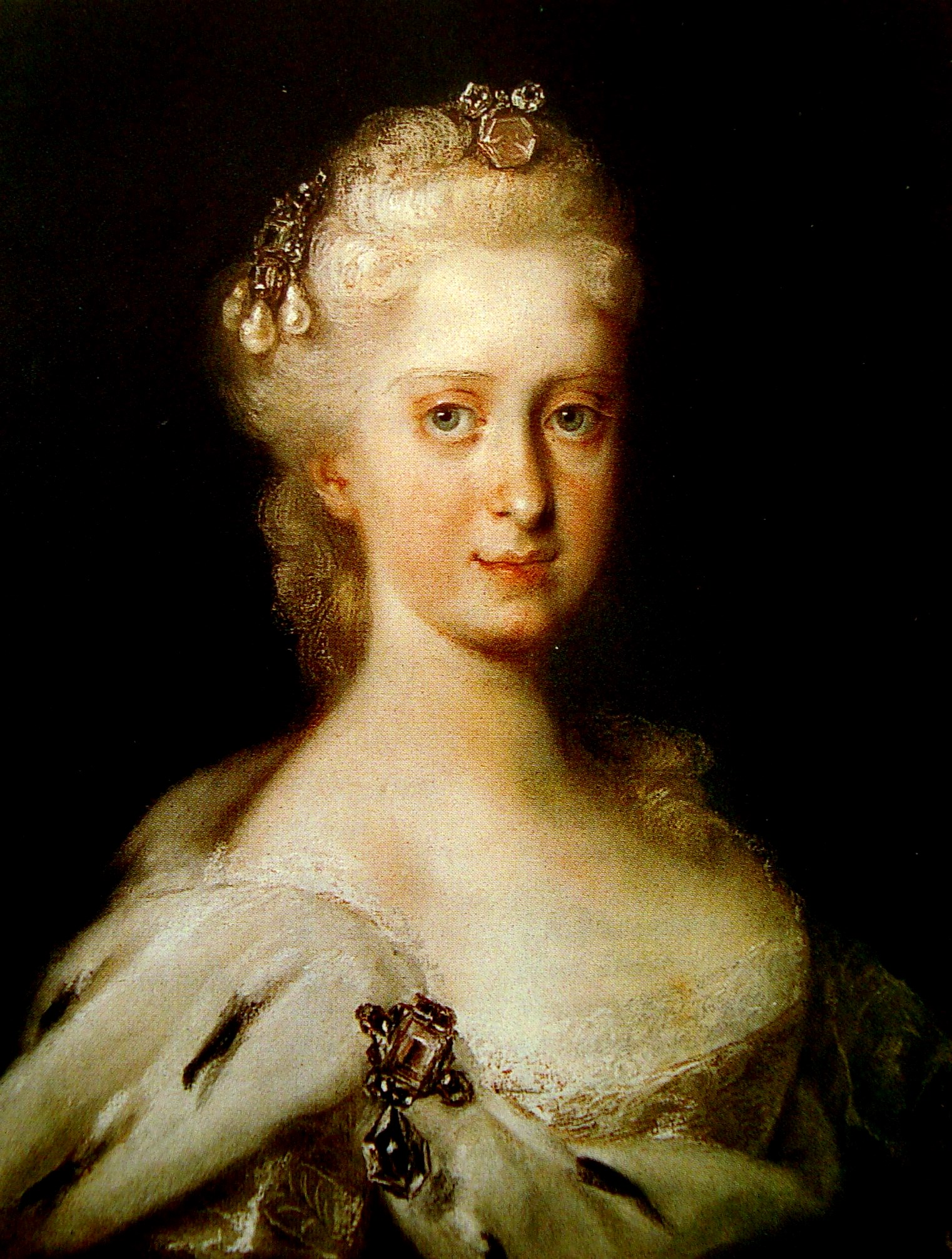
María Josefa de Austria, madre de María Cunigunda.
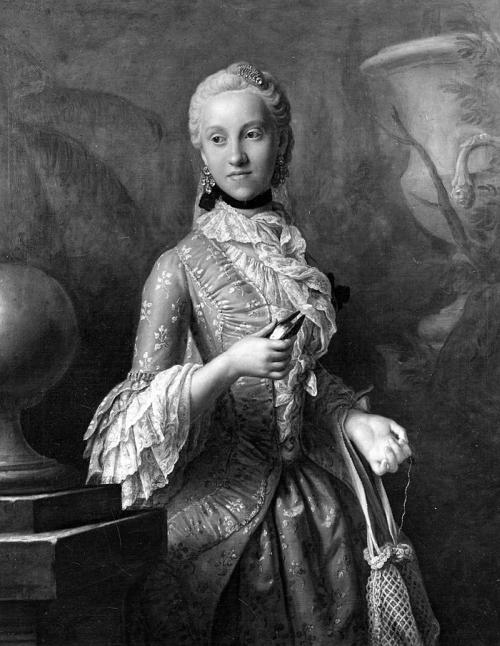
María Cunigunda de Sajonia, por Pietro Antonio Conte Rotari.
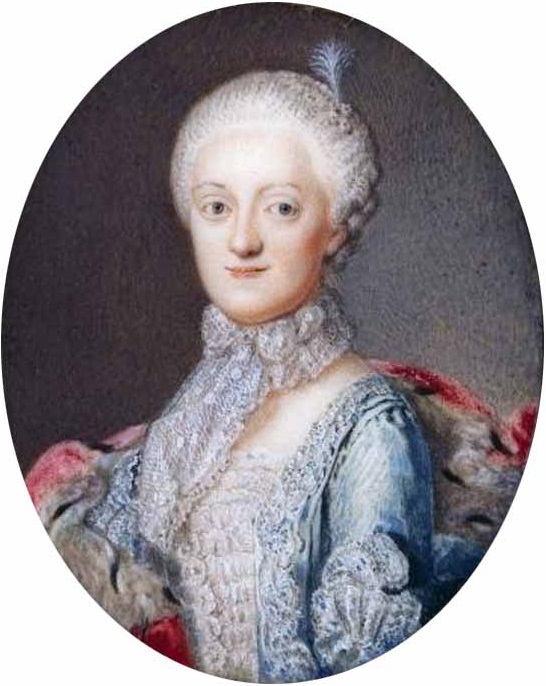
Princesa María Cunigunda de Sajonia.
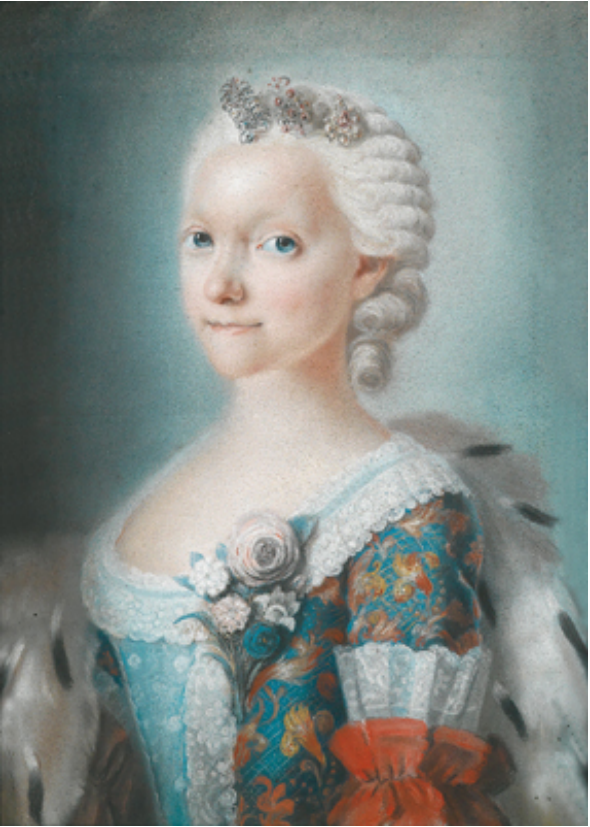
Cunigunda en su niñez.